# سلافكو ماريتش
سلافكو ماريتش (بالصربية: Славко Марић)‏ هو لاعب كرة قدم صربي في مركز الدفاع، ولد في 7 مارس 1984 في غورازده في البوسنة والهرسك. لعب مع ديلا غوري وملادوست لوتشاني ونادي لاميا ونادي ياغودينا.

## وصلات خارجية
- سلافكو ماريتش على موقع قاعدة بيانات كرة القدم.إي يو (الإنجليزية)
- سلافكو ماريتش على موقع Soccerbase.com (لاعب) (الإنجليزية)
- سلافكو ماريتش على موقع Soccerway.com (الإنجليزية)
- سلافكو ماريتش على موقع عالم كرة القدم.نت (الإنجليزية)